# Universitat de Banja Luka
La Universitat de Banja Luka (en serbi: Univerzitet u Banja Luka, romanitzat: Univerzitet u Banja Luka, en bosni: Univerzitet u Banja Luka, en croat: Sveučilište u Banja Luka, en llatí: Universitas Bania Lucensis) és la segona universitat més antiga de Bòsnia i Hercegovina. És una universitat pública, és la institució insígnia d'educació superior a la República Srpska, una de les dues entitats de Bòsnia i Hercegovina. Al curs 2018-2019, hi havia 11.186 alumnes matriculats.
La universitat va sorgir a partir de facultats establertes a Banja Luka després del final de la Segona Guerra Mundial, ja fos com a escoles independents o sucursals de la Universitat de Sarajevo. La Universitat de Banja Luka manté estrets vincles amb les institucions educatives dels països veïns de l'antiga Iugoslàvia, especialment les de la República de Sèrbia.
El QS World University Rankings va situar la Universitat de Banja Luka entre la posició 251 i 300 a l'Europa emergent i l'Àsia central el 2019. El 2018, Webometrics Ranking of World Universities la va classificar com la segona millor universitat de Bòsnia entre les 59 institucions d'educació terciària classificades del país. L'any fiscal 2015, el govern de la República Srpska va assegurar 34.897.600 BAM per al pressupost de la universitat que constitueixen la seva font principal de finançament per als costos de funcionament estàndard.